# Hans Brasch (Betriebswissenschaftler)
Hans David Brasch (* 26. März 1892 in Berlin; † 3. November 1950 in Melbourne) war ein deutscher Betriebswissenschaftler, Maschinenbauingenieur und Dichter.

## Leben und Wirken
Brasch wurde 1892 als Sohn des jüdischen Juristen und Magistratsrats Salomon (Fritz) Brasch und seiner Frau Amélie Emanuel in Berlin geboren. Er besuchte das Kaiserin-Augusta-Gymnasium in Charlottenburg und studierte danach an den Technischen Hochschulen in München und Berlin-Charlottenburg Maschinenbau. Außerdem war er in der Industrie tätig. In Berlin lernte er 1910 Ernst Morwitz kennen, der zum George-Kreis gehörte und Brasch 1911 mit dem berühmten Dichter Stefan George bekannt machte. In der Folgezeit traf er öfter mit George zusammen und verbrachte im März 1914 in München und Camogli (Italien) einige Wochen mit ihm. Zwischen 1911 und 1914 reiste er auch in die USA und nach Frankreich. Nach dem Krieg konnte die Beziehung zu George allerdings nicht mehr auf demselben Niveau weitergeführt werden: „Die vier Jahre hatten etwas zwischen uns gelegt, was nicht mehr besiegt werden konnte, die geweihte Nähe Münchens und Italiens kehrte nie mehr wieder“.
1914 meldete sich Brasch freiwillig zum Kriegsdienst im Ersten Weltkrieg. Er kämpfte zunächst an der Westfront und kam dann als Übersetzer nach Udine. Nach der Kapitulation 1918 schloss Brasch sein Studium als Diplomingenieur ab. 1920 zog er nach Dresden, wo er 1921 promovierte und von 1921 bis 1924 Assistent an der Technischen Hochschule war. 1924 wurde er dort Privatdozent für wirtschaftliche Fertigung. 1925 wechselte er auf eine Stelle in der Industrie nach Hamburg. 1929 wurde er zum nichtbeamteten außerordentlichen Professor für Wirtschaftliche Fertigung an der TH Berlin ernannt, sodass er fortan parallel zu seiner Tätigkeit in Hamburg Vorlesungen in Berlin hielt.
1933, nach der Machtübergabe an die Nationalsozialisten, emigrierte er aufgrund seiner jüdischen Herkunft zunächst nach England. 1934 ging er ins ägyptische Alexandria, wo er als technischer Berater tätig war und Vorlesungen an der Universität Kairo hielt. 1939 wanderte er schließlich von dort nach Australien aus, wo er sich in Melbourne niederließ. Dort hielt er Vorlesungen an der Universität Melbourne. In Australien stand er in Kontakt mit früheren Mitgliedern des George-Kreises, vor allem mit Kurt Singer und Karl Wolfskehl, die es auf denselben Kontinent verschlagen hatte. 1950 starb Brasch in Melbourne bei einem Verkehrsunfall.
Sein wissenschaftliches Spezialgebiet war die industrielle Betriebswirtschaft und Betriebstechnik. Auf diesem Gebiet verfasste er mehrere, meist kleinere Monografien und zahlreiche Aufsätze in Fachzeitschriften. Von 1929 bis zu seiner Absetzung 1934 war er Hauptschriftleiter der Fachzeitschrift Annalen der Betriebswirtschaft. Zeitlebens schrieb Brasch auch Gedichte, die nach dem Krieg in einigen Gedichtbänden veröffentlicht wurden, einige fanden auch Eingang in das Castrum Peregrini. Einige kulturgeschichtliche Aufsätze wurden postum in dem Band Bewahrte Heimat gesammelt herausgegeben.

## Werke
- Kalkulations-Grundlagen für Metallwarenfabriken. Gewichts- und Zuschnittstab. Für runde und viereckige Blechplatten, Blechstreifen, Draht und Stangenmaterial in Messing, Kupfer, Eisen, Aluminium, Neusilber, Blei und Zink. M. Krayn Verlag, Berlin 1924.
- Das Ziehen unregelmäßig geformter Hohlkörper. V. D. I. Verlag, Berlin 1925.
- Die Bearbeitungsvorrichtungen für die spanabhebende Metallfertigung. Eine Systematik des Vorrichtungswesens. J. Springer, Berlin 1926 (= Ausgewählte Arbeiten des Lehrstuhles für Betriebswissenschaften in Dresden, Band 2).
- Betriebsorganisation und Betriebsabrechnung. Verlag Georg Stilke, Berlin 1928 (= Betriebswissenschaftliche Bücher, Band 6).
- 12 Gedichte. Aus dem Nachlass herausgegeben von Walter Jablonski. Dr. Blaschker, Berlin 1954.
- mit Kurt Singer: Antithule. Deutsche Gedichte aus Australien. Helmut Küpper vormals Georg Bondi, Düsseldorf/München 1969.
- Bewahrte Heimat. Die Liparischen Inseln, Griechische Vasenbilder, Erinnerungen an George, Von geistiger Stiftung, Die Lehre Hölderlins, Deutscher Traum, Gedichte. Aus dem Nachlass herausgegeben von Georg Peter Landmann. Helmut Küpper vormals Georg Bondi, Düsseldorf/München 1970, ISBN 3-7835-0050-8 (mit Aufsätzen, Erinnerungen und Gedichten).